# Trevoh Chalobah
Trevoh Thomas Chalobah (Freetown, Sierra Leona, 5 de julio de 1999) es un futbolista sierraleonés, nacionalizado británico que juega de defensa en el Chelsea F. C. de la Premier League de Inglaterra.

## Trayectoria
Tras formarse en las filas inferiores del Chelsea F. C. desde los 16 años, debutó con el Chelsea sub-18 el 1 de octubre en un encuentro de la Premier League 2 contra el West Ham United F. C. sub-18, ganando el Chelsea por 1-0.
El 1 de julio de 2018 fue cedido al Ipswich Town F. C. hasta final de temporada. En agosto de 2019 fue cedido de nuevo, está vez al Huddersfield Town.
El 18 de agosto de 2020 fue cedido al F. C. Lorient para la temporada 2020-21. Tras esta cesión pasó a formar parte del primer equipo del Chelsea F. C. y en tres campañas jugó 80 partidos y marcó cinco goles.
El 31 de agosto de 2024 se marchó cedido al Crystal Palace F. C. para toda la temporada. Sin embargo, a mediados de enero la cesión se canceló debido a las bajas en defensa que tenía el Chelsea F. C.

## Selección nacional
El 10 de junio de 2025 debutó con la selección de Inglaterra en un amistoso contra Senegal que perdieron por uno a tres.

## Estadísticas

### Clubes
Actualizado al último partido disputado el 13 de julio de 2025.
| Club                                  | Div.          | Temporada     | Liga  | Liga  | Copas nacionales | Copas nacionales | Copas internacionales | Copas internacionales | Total | Total |
| Club                                  | Div.          | Temporada     | Part. | Goles | Part.            | Goles            | Part.                 | Goles                 | Part. | Goles |
| ------------------------------------- | ------------- | ------------- | ----- | ----- | ---------------- | ---------------- | --------------------- | --------------------- | ----- | ----- |
| Ipswich Town F. C. Inglaterra         | 2.ª           | 2018-19       | 43    | 2     | 1                | 0                | ―                     | ―                     | 44    | 2     |
| Ipswich Town F. C. Inglaterra         | Total club    | Total club    | 43    | 2     | 1                | 0                | 0                     | 0                     | 44    | 2     |
| Huddersfield Town A. F. C. Inglaterra | 2.ª           | 2019-20       | 36    | 1     | 2                | 0                | ―                     | ―                     | 38    | 1     |
| Huddersfield Town A. F. C. Inglaterra | Total club    | Total club    | 36    | 1     | 2                | 0                | 0                     | 0                     | 38    | 1     |
| F. C. Lorient Francia                 | 1.ª           | 2020-21       | 29    | 2     | 1                | 0                | ―                     | ―                     | 30    | 2     |
| F. C. Lorient Francia                 | Total club    | Total club    | 29    | 2     | 1                | 0                | 0                     | 0                     | 30    | 2     |
| Chelsea F. C. Inglaterra              | 1.ª           | 2021-22       | 20    | 3     | 6                | 0                | 4                     | 1                     | 30    | 4     |
| Chelsea F. C. Inglaterra              | 1.ª           | 2022-23       | 25    | 0     | 2                | 0                | 6                     | 0                     | 33    | 0     |
| Chelsea F. C. Inglaterra              | 1.ª           | 2023-24       | 13    | 1     | 4                | 0                | —                     | —                     | 17    | 1     |
| Crystal Palace F. C. Inglaterra       | 1.ª           | 2024-25       | 12    | 3     | 2                | 0                | ―                     | ―                     | 14    | 3     |
| Crystal Palace F. C. Inglaterra       | Total club    | Total club    | 12    | 3     | 2                | 0                | 0                     | 0                     | 14    | 3     |
| Chelsea F. C. Inglaterra              | 1.ª           | 2024-25       | 13    | 0     | 1                | 0                | 11                    | 0                     | 25    | 0     |
| Chelsea F. C. Inglaterra              | Total club    | Total club    | 71    | 4     | 13               | 0                | 21                    | 1                     | 105   | 5     |
| Total carrera                         | Total carrera | Total carrera | 191   | 12    | 19               | 0                | 21                    | 1                     | 231   | 13    |

## Palmarés

### Títulos internacionales
| Título                            | Club          | Sede           | Año  |
| --------------------------------- | ------------- | -------------- | ---- |
| Supercopa de Europa               | Chelsea F. C. | Belfast        | 2021 |
| Copa Mundial de Clubes de la FIFA | Chelsea F. C. | EAU            | 2021 |
| Liga Conferencia de la UEFA       | Chelsea F. C. | Breslavia      | 2025 |
| Copa Mundial de Clubes de la FIFA | Chelsea F. C. | Estados Unidos | 2025 |